# Mildred Harris
Mildred Harris (née le 29 novembre 1901 à Cheyenne, au Wyoming, et morte le 20 juillet 1944 à Hollywood, en Californie) est une actrice américaine.

## Biographie
Elle commence sa longue carrière encore enfant, jouant déjà dans six films quand elle n'a que onze ans et elle continuera sans interruption jusqu'à sa mort, à l'âge de 42 ans.
Elle est la première épouse de Charlie Chaplin en octobre 1918 (elle n'a alors que 16 ans). Le couple divorce en 1921 . Ils ont un enfant qui meurt trois jours après sa naissance. Le divorce fut en partie causé par ce décès.
Elle meurt à 42 ans, d'une pneumonie, le 20 juillet 1944. Elle est enterrée au Hollywood Forever Cemetery.
Mildred Harris possède une étoile sur le Walk of Fame d'Hollywood Boulevard.

## Filmographie

### Années 1910
- 1912 : The Post Telegrapher
- 1912 : The Triumph of Right (it) : Their Little Daughter
- 1912 : His Nemesis
- 1912 : The Frontier Child : A Frontier Child
- 1912 : His Squaw
- 1912 : His Sense of Duty
- 1913 : A Shadow of the Past
- 1913 : Wheels of Destiny
- 1913 : Way of a Mother
- 1913 : The Miser de Burton L. King
- 1913 : A Child of War
- 1913 : The Drummer of the 8th
- 1913 : A True Believer de Burton L. King
- 1913 : The Seal of Silence
- 1913 : Granddad : Mildred
- 1913 : Borrowed Gold
- 1914 : Romance of Sunshine Valley
- 1914 : O Mimi San
- 1914 : The Courtship of O San
- 1914 : Wolves of the Underworld
- 1914 : The Colonel's Orderly
- 1914 : The Social Ghost
- 1914 : A Frontier Mother
- 1914 : The Sheriff of Bisbee
- 1914 : A Kentucky Romance
- 1914 : Shorty and the Fortune Teller
- 1914 : Shadows of the Past
- 1914 : When America Was Young
- 1914 : Mildred's Doll
- 1914 : The Magic Cloak of Oz : Princess Margaret 'Fluff' of Noland
- 1914 : His Majesty, the Scarecrow of Oz : Button-Bright, who is lost and doesn't care
- 1914 : Jimmy
- 1915 : The Lone Cowboy
- 1915 : The Warrens of Virginia : Betty Warren
- 1915 : Enoch Arden : A Child
- 1915 : Little Matchmakers
- 1915 : Little Soldier Man
- 1915 : The Absentee : Innocence
- 1915 : A Rightful Theft
- 1915 : The Old Batch
- 1915 : The Choir Boys
- 1915 : The Little Lumberjack
- 1915 : The Indian Trapper's Vindication
- 1916 : Hoodoo Ann (en) : Goldie
- 1916 : Intolérance (Intolerance: Love's Struggle Throughout the Ages) : Favorite of the Harem (Babylonian Story)
- 1916 : Les Vieux (The Old Folks at Home) de Chester Withey : Marjorie
- 1916 : The Matrimaniac
- 1916 : The Americano : Stenographer
- 1917 : Le Mauvais Garnement (The Bad Boy) de Chester Withey : Mary
- 1917 : A Love Sublime : Eurydice
- 1917 : An Old Fashioned Young Man
- 1917 : Time Locks and Diamonds de Walter Edwards : Lolita Mendoza
- 1917 : Golden Rule Kate : Live Sumner
- 1917 : The Cold Deck : Alice Leigh
- 1917 : Le Contraste (The Price of a Good Time) de Lois Weber et Phillips Smalley : Linnie
- 1918 : The Doctor and the Woman : Sidney Page
- 1918 : Cupid by Proxy : Jane Stewart
- 1918 : For Husbands Only (en) : Toni Wilde
- 1918 : Borrowed Clothes : Mary Kirk
- 1919 : When a Girl Loves : Bess
- 1919 : The Fall of Babylon : Favorite of the harem
- 1919 : Home : Millicent Rankin
- 1919 : Forbidden : 'Maddie' Irwin

### Années 1920
- 1920 : Old Dad : Daphne Bretton
- 1920 : The Inferior Sex : Allisa Randall
- 1920 : Polly of the Storm Country : Polly
- 1920 : La Proie (The Woman in His House) de John M. Stahl : Hilda
- 1921 : Habit (en) : Irene Fletcher
- 1921 : A Prince There Was : Katherine Woods
- 1921 : Le Paradis d'un fou (Fool's Paradise) : Rosa Duchene
- 1922 : The First Woman : The Girl
- 1923 : The Fog : Madelaine Theddon
- 1923 : The Daring Years : Susie LaMotte
- 1924 : The Shadow of the East (en) : Gillian Locke
- 1924 : By Divine Right (en) : The Girl
- 1924 : Traffic in Hearts : Alice Hamilton
- 1924 : One Law for the Woman : Polly Barnes
- 1924 : In Fast Company : Barbara Belden
- 1924 : Unmarried Wives : Princess Sonya
- 1924 : Stepping Lively : Evelyn Pendroy, the girl
- 1924 : The Desert Hawk : Marie Nicholls
- 1924 : Soiled : Pet Darling
- 1925 : Easy Money (en) : Blanche Amory
- 1925 : Flaming Love : Chita
- 1925 : Beyond the Border (en) : Molly Smith
- 1925 : The Dressmaker from Paris (en) : Joan McGregor
- 1925 : Super Speed : Claire Knight
- 1925 : Private Affairs : Amy Lufkin
- 1925 : My Neighbor's Wife : Inventor's Wife
- 1925 : A Man of Iron (en) : Claire Bowdoin
- 1925 : The Fighting Cub
- 1925 : The Unknown Lover (en) : Gale Norman
- 1926 : Mama Behave : Lolita Chase, Charlie's Wife
- 1926 : The Isle of Retribution : Lenore Hardenworth
- 1926 : The Self Starter
- 1926 : Dangerous Traffic (en) : Helen Leonard
- 1926 : The Wolf Hunters
- 1926 : The Mystery Club : Mrs. Kate Vandeerveer
- 1926 : The Cruise of the Jasper B (en) : Agatha Fairhaven
- 1927 : The Show Girl : Maizie Udell
- 1927 : Rose of the Bowery
- 1927 : One Hour of Love (en) de Robert Florey : Gwen
- 1927 : Husband Hunters : Cynthia Kane
- 1927 : Wandering Girls : Maxine
- 1927 : Wolves of the Air : Marceline Manning
- 1927 : Burning Gold (en) de  John W. Noble
- 1927 : She's My Baby : Claire Daltour
- 1927 : The Swell-Head : Kitty
- 1927 : Sumuru : Helen Graham
- 1927 : Out of the Past : Dora Prentiss
- 1927 : The Adventurous Soul : Miriam Martin
- 1928 : The Last Lap
- 1928 : Hearts of Men : Alice Weston
- 1928 : The Heart of a Follies Girl : Florine
- 1928 : Lingerie : Mary
- 1928 : The Speed Classic : Sheila Van Hauten
- 1928 : Melody of Love : Madelon
- 1928 : The Power of the Press : Marie
- 1929 : Le Dernier Voyage (Side Street) de Malcolm St. Clair : Bunny
- 1929 : Sea Fury

### Années 1930
- 1930 : No, No, Nanette : Betty
- 1930 : Melody Man : Martha
- 1930 : Ranch House Blues
- 1935 : Lady Tubbs : Society Woman
- 1935 : Never Too Late (en) de Bernard B. Ray : Marie Lloyd Hartley
- 1936 : Movie Maniacs (en) : Leading Lady
- 1936 : Great Guy : Young woman

### Années 1940
- 1942 : Les Naufrageurs des mers du Sud (Reap the Wild Wind) de Cecil B. DeMille : Dancing Lady
- 1942 : L'amour chante et danse (Holiday Inn) : Woman
- 1944 : L'Odyssée du docteur Wassell (The Story of Dr. Wassell)
- 1944 : Fun Time : Tillie
- 1944 : Héros d'occasion (Hail the Conquering Hero) : Wife of Marine Colonel
- 1945 : Having Wonderful Crime : Bit Role